# 苫小牧警察署
苫小牧警察署（とまこまいけいさつしょ）は、北海道警察本部が管轄する札幌方面の警察署の一つである。大規模署であり、署長の階級は警視正である。

## 所在地
北海道苫小牧市旭町3丁目5-12
- 所在機関
  - 警察本部交通部交通機動隊苫小牧分駐所

## 管轄地域
- 苫小牧市
- 勇払郡の内　厚真町、安平町、むかわ町
- 白老郡　白老町

## 沿革
- 1883年　室蘭警察署勇払分署が設置される。
- 1889年　勇払分署が苫小牧分署に改称される。
- 1921年　苫小牧警察署に昇格する。
- 1947年　警察法の施行により苫小牧地方警察署と苫小牧町警察署と分離発足し、同時に苫小牧地区署と国警苫小牧方面本部が設置される。
- 1948年　苫小牧方面本部が廃止されて札幌方面本部の管轄下に入る。
- 1954年　警察法の改正により北海道警察に統合され、札幌方面苫小牧警察署となり、現在に至る。

## 組織
- 署長（警視正）
- 副署長（警視）
- 警務官兼警務課長
  - 警務課（警務係、犯罪被害者支援係、相談係）
  - 会計課（会計係）
  - 留置管理課（管理係）
- 地域官兼地域課長
  - 地域課（企画係、指令係、実務指導係、地域係、自動車警ら係）
- 刑事・生活安全官
  - 刑事第一課（強行犯係、鑑識係）
  - 刑事第ニ課（知能犯係、組織犯罪対策係、薬物銃器対策係）
  - 刑事第三課（指導係、盗犯係、機動捜査係）
  - 生活安全課（生活安全係、少年係、生活経済・保安係、許可係）
- 交通官
  - 交通第一課（企画・規制係、指導係）
  - 交通第ニ課（捜査係）
- 警備課（公安係、外事係、警備係）

## 交番・駐在所
括弧内は所在地を表す。

### 苫小牧市
- 糸井交番（苫小牧市しらかば町5-6-19）
- 駅前交番（苫小牧市表町6-4-3）
- 木場交番（苫小牧市木場町2-9-29）
- 錦岡交番（苫小牧市青雲町1-22-7）
- 沼ノ端交番（苫小牧市沼ノ端中央3-2-8）
- 沼ノ端北交番（苫小牧市北栄町3-3-10）
- 双葉交番（苫小牧市双葉町2-1-8）
- 本町交番（苫小牧市本町1-1-13）
- 美園交番（苫小牧市美園町1-4-3）
- 山手交番（苫小牧市北光町2-15-12）
- 弥生交番（苫小牧市弥生町2-2-7）
- 勇払駐在所（苫小牧市字勇払27-1）

### 厚真町
- 厚真駐在所（勇払郡厚真町京町31）
- 上厚真駐在所（勇払郡厚真町字上厚真251-11）

### 安平町
- 安平駐在所（勇払郡安平町安平671-4）
- 追分駐在所（勇払郡安平町追分本町5-44-1）
- 遠浅駐在所（勇払郡安平町遠浅14）
- 早来駐在所（勇払郡安平町早来大町130-2）

### 白老町
- 白老交番（白老郡白老町東町1-5-18）
- 萩野交番（白老郡白老町字萩野77-15）
- 虎杖浜駐在所（白老郡白老町字虎杖浜14-2）
- 竹浦駐在所（白老郡白老町字竹浦36-1）

### むかわ町
- 鵡川交番（勇払郡むかわ町花園3-21）
- 穂別駐在所（勇払郡むかわ町穂別29-26）

## 補足
- 苫小牧署内には、警察本部交通部交通機動隊苫小牧分駐所がある（2005年に覆面パトカーで国道36号線を緊急走行中に事故を起こし、一度解隊されている）。
- 2010年から機能強化を図るため各課の統合を行い、課長に警視を充て、その下に警部の統括官を配置した。
- 2012年から各課の統括官を課長代理に改称した。
- 2013年から各課を統括するため警務官などの管理官級ポストを新設し警視を充て、各課の課長を警部とした。

## その他
- 2012年2月と3月、署長、副署長共に更迭されるという出来事があった[1][2]。

## 主な未解決事件
- 厚真猟銃事件